# Radmila Chroboková
Radmila Chroboková (* 10. srpna 1976 Bohumín) je bývalá česká krasobruslařka, závodící v tanečních párech s Milanem Brzým.
Startovala na ZOH 1994, kde se v tanečních párech umístila na 16. místě. Zúčastnila se také světových šampionátů v letech 1993 a 1994 a mistrovství Evropy v letech 1992–1994.